# Fagitana littera
Fagitana littera là một loài bướm đêm trong họ Noctuidae.